# George Smith (Assyriologe)

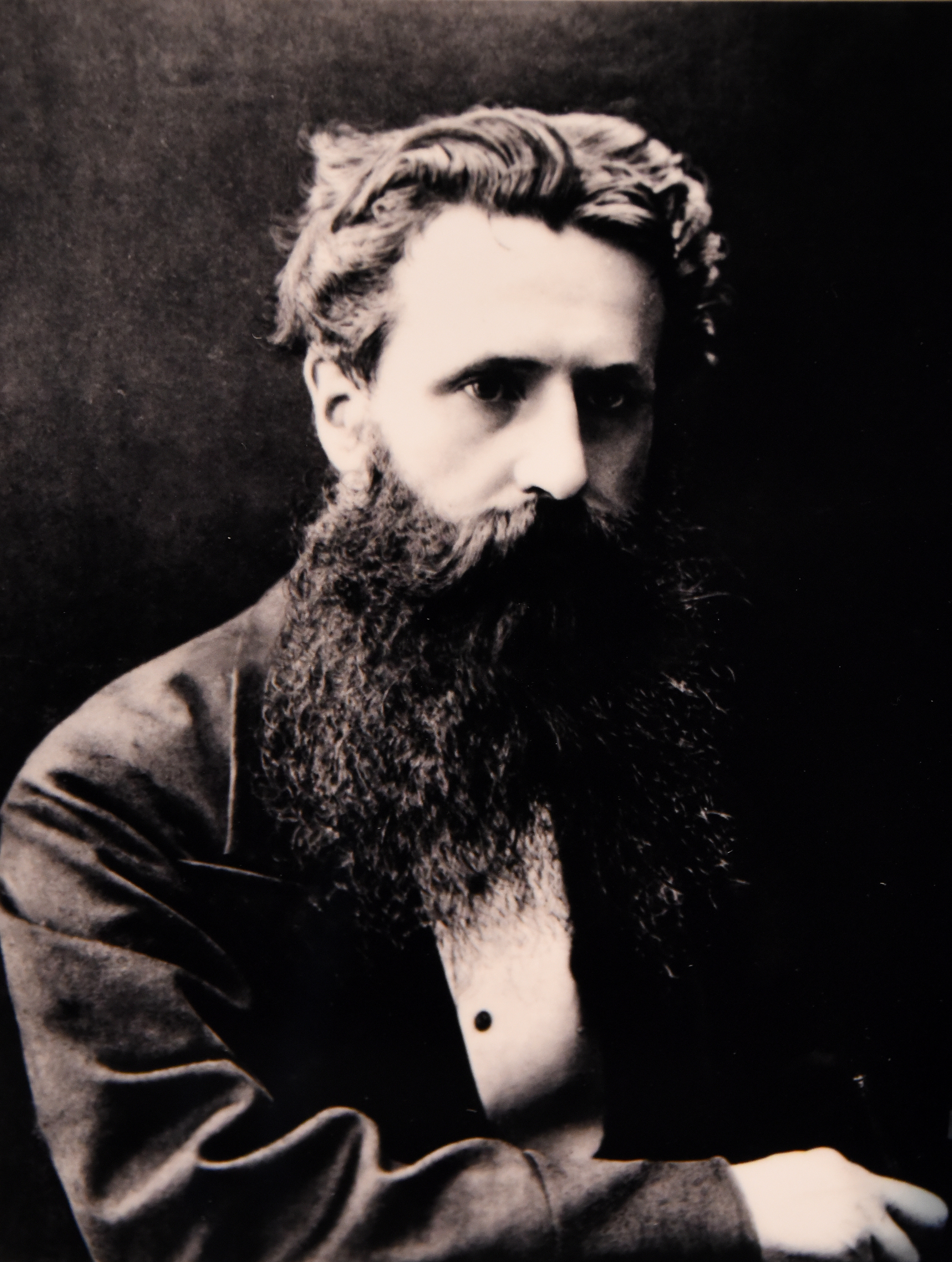
George Smith

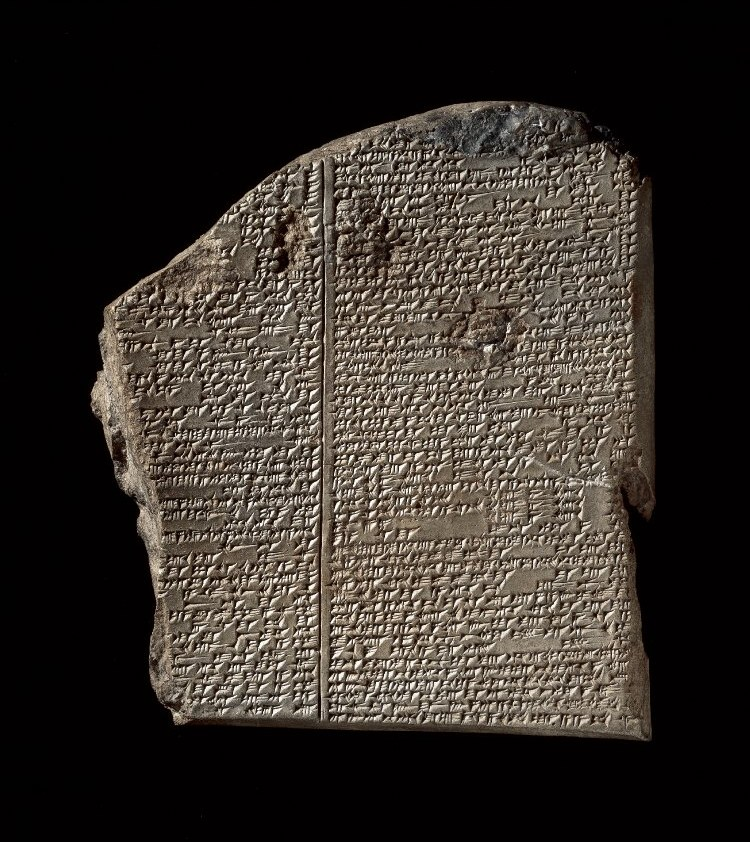
Tafel mit Gilgamesch-Epos

George Smith (* 26. März 1840 in Chelsea, London; † 19. August 1876 in Aleppo) war ein wegbereitender englischer Assyriologe. Die Entdeckung und erste Übersetzung eines Teiles des Gilgamesch-Epos, einer der ältesten überlieferten literarischen Dichtungen der Menschheit, wird ihm zugerechnet.

## Leben
Smith wurde als Sohn einer Arbeiterfamilie im viktorianischen England geboren, was seine Aufstiegs- und Bildungsmöglichkeiten trotz seiner Fähigkeiten begrenzte. Im Alter von 14 Jahren glänzte er bei seiner Ausbildung als Graveur von Banknoten in der Druckerei Bradbury & Evans an der Bouverie Street. In seiner beschränkten freien Zeit faszinierte ihn zunehmend die assyrische Kultur und Geschichte und er begann mit der Lektüre aller verfügbaren Veröffentlichungen. Während er weiter im Druckgeschäft arbeitete, um seine Frau und Kinder zu versorgen, war sein Interesse so groß, dass er die Mittagspause häufig im Britischen Museum mit dem Studium der Keilschrift-Tafeln zubrachte. Ausgegraben von Austen Henry Layard und seinem irakischen Assistenten Hormuzd Rassam während einer Expedition 1840 in der Nähe von Mosul wurden sie später in das Britische Museum gebracht.
Smith war bald sachkundiger als die Mitarbeiter des Museums, so dass er die Aufmerksamkeit des führenden Assyriologen Henry Rawlinson erregte. Nachdem Smith seine erste wichtige Entdeckung gemacht hatte, die Datierung der Tributzahlung Jehus an Salmanassar III., schlug Rawlinson den Kuratoren des Britischen Museums vor, Smith an den Vorbereitungen zur dritten und vierten Ausgabe von The Cuneiform Inscriptions of Western Asia zu beteiligen. 1867 wurde Smith zum Assistenten in der assyrischen Abteilung ernannt.
Der erste Erfolg von Smith war die Entdeckung zweier Inschriften. In der einen wurde das Datum einer totalen Sonnenfinsternis im Monat Sivan im Mai 763 v. Chr. festgelegt, in der anderen das Datum einer Invasion durch die Elamiten in Babylonien. 1872 erlangte Smith weltweiten Ruhm durch seine Übersetzung des chaldäischen Berichts über die Sintflut. Heute ist der Bericht bekannt als das abschließende Kapitel des Gilgamesch-Epos, als dessen Entdecker er gilt. Im Januar 1873 sponserte der Herausgeber des Daily Telegraph eine Reise von Smith nach Ninive. Das Ziel waren Ausgrabungen, um die fehlenden Fragmente des Berichts über die Sintflut zu finden. Die Reise führte nicht nur zum Fund einiger fehlender Tafeln, sondern auch von Fragmenten, die den Erfolg und die Dauer der babylonischen Dynastie dokumentierten. Im November 1873 setzte er die Ausgrabungen auf Kosten des Museums fort.
Auf einer weiteren Reise im März 1876 erkrankte Smith in Ikisji, einem kleinen Ort etwa 100 km nordöstlich von Aleppo, an Ruhr. Am 19. August starb er an den Folgen der Erkrankung.
George Smith publizierte in seinem Buch Chaldean Account of Genesis seine Übersetzung einer Inschrift eines archäologischen Fragmentes, welche von einer Zikkurat spricht und sagt: „Das Gebäude dieses Tempels beleidigte die Götter. In einer Nacht warfen sie um was gebaut worden war. Sie verstreuten sie umher, und machten ihre Sprache fremd. Sie verhinderten das Weiterführen.“

## Veröffentlichungen von George Smith
- Assyrian Discoveries. London 1875.
- Assyrian Discoveries. An Account of Explorations and Discoveries on the Site of Nineveh, during 1873 and 1874. Adamant Media Corporation, 2001, ISBN 1-4021-5571-9.

## In der Literatur
Im Roman There are Rivers in the Sky (2024; dt. Am Himmel die Flüsse, 2024) von Elif Shafak basiert der zentrale Handlungsstrang über die Figur „Arthur Smith“ auf der Biographie von Smith.